# Pontella polydactyla
Pontella polydactyla är en kräftdjursart som beskrevs av Fleminger 1957. Pontella polydactyla ingår i släktet Pontella och familjen Pontellidae. Inga underarter finns listade i Catalogue of Life.